# Maona de Chios et Phocée
Maona de Chios et Phocée  (italien : Maona di Chio e di Focea) (1346–1566) est une maona créée pour percevoir des impôts pour la République de Gênes depuis l'île de Chios et le port de Phocée. Gênes vend les droits sur ses impôts à la maona, qui lève des fonds auprès de ses investisseurs afin déquiper des galères et reconquérir Chios et Phocée.

## Histoire
Les autorités génoises de Chios et leurs sujets grecs (qui constituaient 80% de la population de l'île) sont des sujets de la République de Gênes. Au début, des associés de Moana et membres de l'administration de l'île sont citoyens  de Gênes. Les membres de la société ont droit, pendant plus de deux siècles, aux revenus provenant des ressources  de l'île. En échange, ils devaient payer un tribut annuel à Gênes.
Après deux ans, les actionnaires d'origine qui vivent à Gênes vendent leurs actions à des colons de Chios ou à des citoyens génois ayant émigré sur l'île. Ces nouveaux membres constituent la Nouvelle Moana connue par la suite sous le nom de Maona (ou Mahona) des Giustiniani. La République n'ayant  pu racheter l'île aux Giustiniani, Chios reste en leur possession jusqu'à à ce qu'elle tombe aux mains des Turcs. Entre-temps, les Mahonèses doivent payer tribut à Gênes, puis à l'empereur byzantin Jean V Paléologue en 1363 et enfin aux Turcs.

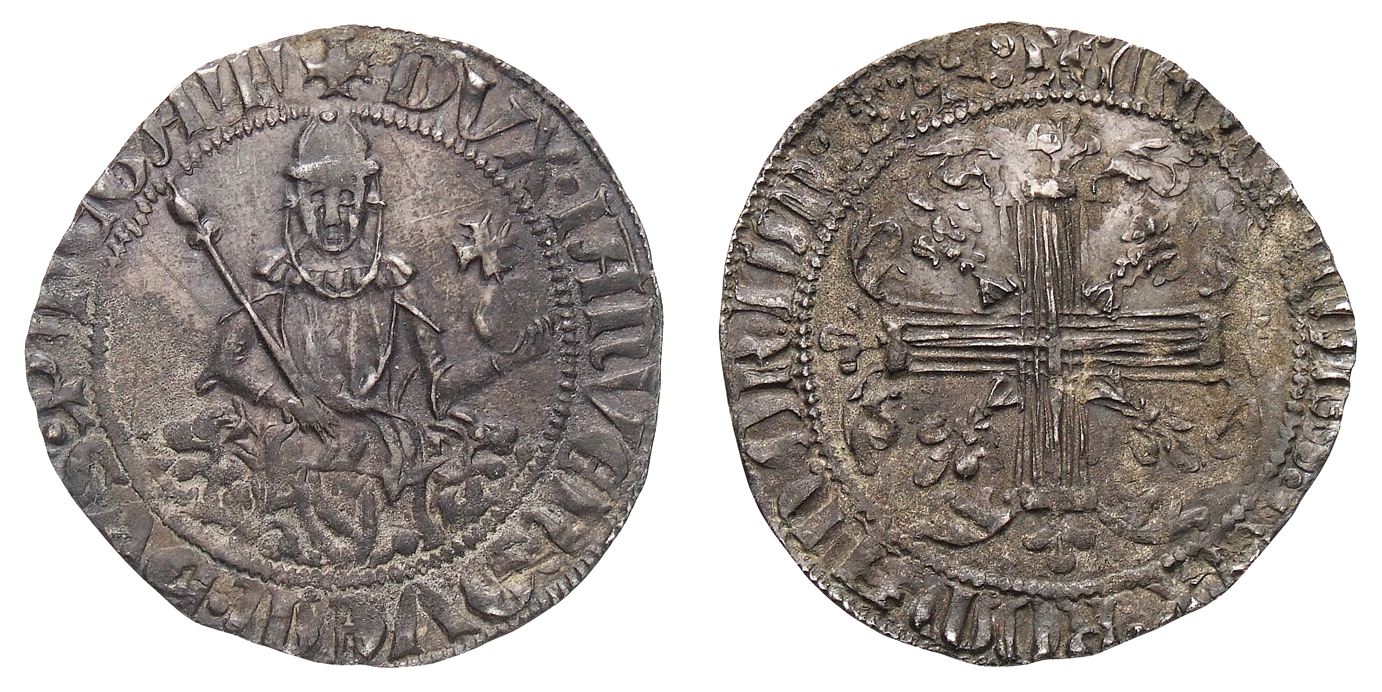
Pièce d'argent frappée par les Maona

La République s'engage à garantir ces citoyens contre toute perte et  à verser une partie des revenus annuels de l'État pour payer les intérêts de leurs avances. Chaque souscripteur verse 400 livres génoises permettant l'équipement de vingt-six galères  par le peuple et trois par les nobles
. Une fois la conquête de Chios réalisée, les armateurs retournent à Gênes et avancent la somme de 250 000 lires génoises pour couvrir les frais de la campagne. Un accord est conclu le 26 février 1347 entre la Commune et le groupe de créanciers représentés par l'amiral génois Simone Vignoso. Cette association prend le nom de Maona de Chios. La dette envers les armateurs est remboursée en actions, ou « luoghi », pour un montant de 203 000 lires génoises.
Les commandants des navires obtiennent des biens et l'administration de Chios et de Phocée ainsi que les revenus fournis par les « luoghi ». La bienveillance des armateurs suppléé aux carences de l'État, obligé de leur remettre des revenus publics pour faire face à ses obligations
.
La famille génoise des Giustiniani, avec leur Maona, gouverne Chios, nommant un commissaire et accueillant 52 Genuates (familles en provenance de Gênes). au cours de des années 1346-1566, le commerce reprend et l'île connait la prospérité. L'un des métiers est la traite négrière génoise. Chios était une base du trafic d'esclaves  transportés depuis les Balkans à travers la mer Adriatique jusqu'à la mer Égée, jusqu'à Chios ou la Candie, d'où ils sont vendus soit à l'esclavage en Espagne à l'ouest, soit à l'esclavage en Égypte au sud.

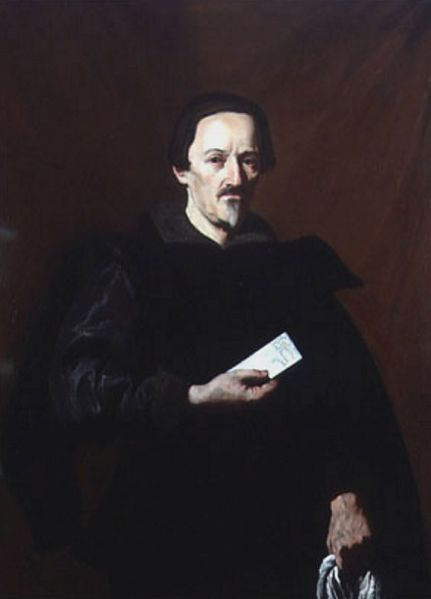
Vincenzo Giustiniani, dernier propriétaire de le Maona de Chio,portrait par Nicolas Régnier.

La Maona de Chios a cessé ses activités en 1566 lorsque les Turcs ont occupé l'île. L'amiral Piyale Pacha l'annexe à l'Empire ottoman mettant fin au gouvernement des Giustiniani, car l'île servait de refuge aux esclaves fugitifs et aux corsaires chrétiens
.